# Orphanostigma vibiusalis
Orphanostigma vibiusalis là một loài bướm đêm trong họ Crambidae.